# Madame Pierre Cochet
'Madame Pierre Cochet' est un cultivar de rosier obtenu en 1891 et introduit au commerce en 1892 par le rosiériste français Scipion Cochet (1833-1896). Il est dédié à Aimée Cochet, l'épouse du fils de l'obtenteur, Pierre Cochet (1858-1911).

## Description
Ce rosier vigoureux et sarmenteux au feuillage luisant présente des fleurs doubles jaunes (qui deviennent jaune-crème en fin de floraison) de 17 à 25 pétales. La floraison est remontante.
Il peut être conduit en petit grimpant, car le buisson excède 200 cm de hauteur en climat doux. Sa zone de rusticité est de 7b à 9b.
Le rosier 'Madame Pierre Cochet' est issu d'un semis de 'Rêve d'Or'. On peut l'admirer à la roseraie du Val-de-Marne. Malgré la beauté de ses fleurs, il est rarement présent dans les catalogues aujourd'hui.